# Copa de Competencia El Diario 1905
La Copa de Competencia "El Diario" de 1905 o Copa El Diario 1905 fue la segunda edición de esta competición oficial y de carácter nacional, organizada por la Argentine Football Association.
Fue disputada por 20 de los 31 equipos de la Tercera División.
La competencia consagró campeón al segundo equipo de Alumni, al vencer por 1 a 0 en la final a Villa Ballester.

## Sistema de disputa
Los equipos se enfrentaron entre sí por eliminación directa a partido único. De los 20 participantes, 12 accedieron directamente a la Fase final.
Los partidos en general se jugaron en cancha neutral. En caso de igualdad, se disputó tiempo extra. De persistir la igualdad, se jugó un partido desempate donde, de persistir la igualdad, se jugó tiempo extra. En caso de igualdad en cancha no neutral, el desempate se disputó en la cancha del equipo que fue visitante.
En la final, en caso de persistir la igualdad tras el tiempo extra, se implementó una variante de muerte súbita, antecesora del gol de oro, donde se disputó la prórroga hasta que un equipo anotara.

## Equipos participantes
| Equipo                  | Ciudad          |
| ----------------------- | --------------- |
| Alumni II               | Buenos Aires    |
| America II              | Buenos Aires    |
| America III             | Buenos Aires    |
| Barracas III            | Lanús           |
| Catedral al Norte       | Buenos Aires    |
| Estudiantes III         | Buenos Aires    |
| Estudiantes IV          | Buenos Aires    |
| Estudiantil Porteño     | Buenos Aires    |
| Estudiantil Porteño II  | Buenos Aires    |
| Facultad de Medicina    | Buenos Aires    |
| Gath y Chaves           | Buenos Aires    |
| Gimnasia y Esgrima      | Buenos Aires    |
| Instituto Americano III | Adrogué         |
| Porteño II              | Buenos Aires    |
| Porteño III             | Buenos Aires    |
| Racing Club             | Avellaneda      |
| River Plate             | Buenos Aires    |
| San Isidro III          | San Isidro      |
| Villa Ballester         | Villa Ballester |
| Villa Ballester II      | Villa Ballester |

## Fase previa
| 25 de mayo | Alumni II         | 3:0 | Estudiantes III | Cancha de Porteño, Buenos Aires |  |
|            | Brown · Mackinlay |     |                 |                                 |  |

| 25 de mayo | Estudiantes IV | 1:3 | Facultad de Medicina | Cancha de Estudiantes, Buenos Aires |  |

| 25 de mayo | Gath y Cháves | 0:5 | América II                     | Cancha de Gath y Cháves, Buenos Aires |  |
|            |               |     | Peña · Cabrío · Chiappe · Pozo |                                       |  |

| 25 de mayo | Estudiantil Porteño                | 4:2 | Racing Club        | Cancha de Estudiantil Porteño, Buenos Aires |  |
|            | Dasso · Belgerí (pen.) · Rodríguez |     | Oyarzábal · Alvear |                                             |  |

## Fase final
En cada cruce se muestra el resultado global.
|  | Octavos de final        | Octavos de final |                     |                   | Cuartos de final | Cuartos de final |  |                 | Semifinales | Semifinales |  |           | Final | Final |  |
|  |                         |                  |                     |                   |                  |                  |  |                 |             |             |  |           |       |       |  |
|  |                         |                  |                     |                   |                  |                  |  |                 |             |             |  |           |       |       |  |
|  | Alumni II               | 1                |                     |                   |                  |                  |  |                 |             |             |  |           |       |       |  |
|  | Alumni II               | 1                |                     |                   |                  |                  |  |                 |             |             |  |           |       |       |  |
|  | Porteño III             | 0                |                     |                   |                  |                  |  |                 |             |             |  |           |       |       |  |
|  | Porteño III             | 0                |                     | Alumni II         | 4                |                  |  |                 |             |             |  |           |       |       |  |
|  |                         |                  |                     | Alumni II         | 4                |                  |  |                 |             |             |  |           |       |       |  |
|  |                         |                  | América II          | 2                 |                  |                  |  |                 |             |             |  |           |       |       |  |
|  | América II              | 3                | América II          | 2                 |                  |                  |  |                 |             |             |  |           |       |       |  |
|  | América II              | 3                |                     |                   |                  |                  |  |                 |             |             |  |           |       |       |  |
|  | Villa Ballester II      | 1                |                     |                   |                  |                  |  |                 |             |             |  |           |       |       |  |
|  | Villa Ballester II      | 1                |                     |                   |                  |                  |  | Alumni II       | 2           |             |  |           |       |       |  |
|  |                         |                  |                     |                   |                  |                  |  | Alumni II       | 2           |             |  |           |       |       |  |
|  |                         |                  | Estudiantil Porteño | 0                 |                  |                  |  |                 |             |             |  |           |       |       |  |
|  | Facultad de Medicina    | 1                | Estudiantil Porteño | 0                 |                  |                  |  |                 |             |             |  |           |       |       |  |
|  | Facultad de Medicina    | 1                |                     |                   |                  |                  |  |                 |             |             |  |           |       |       |  |
|  | Catedral al Norte       | 2                |                     |                   |                  |                  |  |                 |             |             |  |           |       |       |  |
|  | Catedral al Norte       | 2                |                     | Catedral al Norte | 1                |                  |  |                 |             |             |  |           |       |       |  |
|  |                         |                  |                     | Catedral al Norte | 1                |                  |  |                 |             |             |  |           |       |       |  |
|  |                         |                  | Estudiantil Porteño | 2                 |                  |                  |  |                 |             |             |  |           |       |       |  |
|  | Estudiantil Porteño     | 4                | Estudiantil Porteño | 2                 |                  |                  |  |                 |             |             |  |           |       |       |  |
|  | Estudiantil Porteño     | 4                |                     |                   |                  |                  |  |                 |             |             |  |           |       |       |  |
|  | Barracas III            | 0                |                     |                   |                  |                  |  |                 |             |             |  |           |       |       |  |
|  | Barracas III            | 0                |                     |                   |                  |                  |  |                 |             |             |  | Alumni II | 1     |       |  |
|  |                         |                  |                     |                   |                  |                  |  |                 |             |             |  | Alumni II | 1     |       |  |
|  |                         |                  | Villa Ballester     | 0                 |                  |                  |  |                 |             |             |  |           |       |       |  |
|  | River Plate             | 3                | Villa Ballester     | 0                 |                  |                  |  |                 |             |             |  |           |       |       |  |
|  | River Plate             | 3                |                     |                   |                  |                  |  |                 |             |             |  |           |       |       |  |
|  | América III             | 1                |                     |                   |                  |                  |  |                 |             |             |  |           |       |       |  |
|  | América III             | 1                |                     | River Plate       | 0                |                  |  |                 |             |             |  |           |       |       |  |
|  |                         |                  |                     | River Plate       | 0                |                  |  |                 |             |             |  |           |       |       |  |
|  |                         |                  | Villa Ballester     | 1                 |                  |                  |  |                 |             |             |  |           |       |       |  |
|  | Villa Ballester         | 2                | Villa Ballester     | 1                 |                  |                  |  |                 |             |             |  |           |       |       |  |
|  | Villa Ballester         | 2                |                     |                   |                  |                  |  |                 |             |             |  |           |       |       |  |
|  | San Isidro III          | 0                |                     |                   |                  |                  |  |                 |             |             |  |           |       |       |  |
|  | San Isidro III          | 0                |                     |                   |                  |                  |  | Villa Ballester | 6           |             |  |           |       |       |  |
|  |                         |                  |                     |                   |                  |                  |  | Villa Ballester | 6           |             |  |           |       |       |  |
|  |                         |                  | Gimnasia y Esgrima  | 0                 |                  |                  |  |                 |             |             |  |           |       |       |  |
|  | Estudiantil Porteño II  | 1                | Gimnasia y Esgrima  | 0                 |                  |                  |  |                 |             |             |  |           |       |       |  |
|  | Estudiantil Porteño II  | 1                |                     |                   |                  |                  |  |                 |             |             |  |           |       |       |  |
|  | Porteño II              | 3                |                     |                   |                  |                  |  |                 |             |             |  |           |       |       |  |
|  | Porteño II              | 3                |                     | Porteño II        | 0                |                  |  |                 |             |             |  |           |       |       |  |
|  |                         |                  |                     | Porteño II        | 0                |                  |  |                 |             |             |  |           |       |       |  |
|  |                         |                  | Gimnasia y Esgrima  | 3                 |                  |                  |  |                 |             |             |  |           |       |       |  |
|  | Gimnasia y Esgrima      | 4                | Gimnasia y Esgrima  | 3                 |                  |                  |  |                 |             |             |  |           |       |       |  |
|  | Gimnasia y Esgrima      | 4                |                     |                   |                  |                  |  |                 |             |             |  |           |       |       |  |
|  | Instituto Americano III | 3                |                     |                   |                  |                  |  |                 |             |             |  |           |       |       |  |
|  | Instituto Americano III | 3                |                     |                   |                  |                  |  |                 |             |             |  |           |       |       |  |
|  |                         |                  |                     |                   |                  |                  |  |                 |             |             |  |           |       |       |  |

### Semifinales
| 20 de agosto | Villa Ballester                          | 6:0 | Gimnasia y Esgrima |  |  |
|              | Barbieri · Estavilo · Fiorito · Mompelat |     |                    |  |  |

| 3 de septiembre                                                               | Alumni II         | 2:0 | Estudiantil Porteño | Cancha de Flores, Buenos Aires |  |
|                                                                               | Weiss · Mackinlay |     |                     |                                |  |
| Suspendido a los 70 minutos, por invasión del público. Se dio por finalizado. |                   |     |                     |                                |  |

### Final
| 8 de octubre | Alumni II | 1:0 (0:0, 0:0) (t. s.) | Villa Ballester | Stadium de Palermo, Buenos Aires |  |
|              | Weiss     |                        |                 |                                  |  |

|                               |
|                               |
| Campeón Alumni II 1.er título |